# Francisco Martín Molina
Francisco Martín Molina (Jaraíz de la Vera, 25 de marzo de 1957) es un pintor y escultor español.

## Reseña biográfica

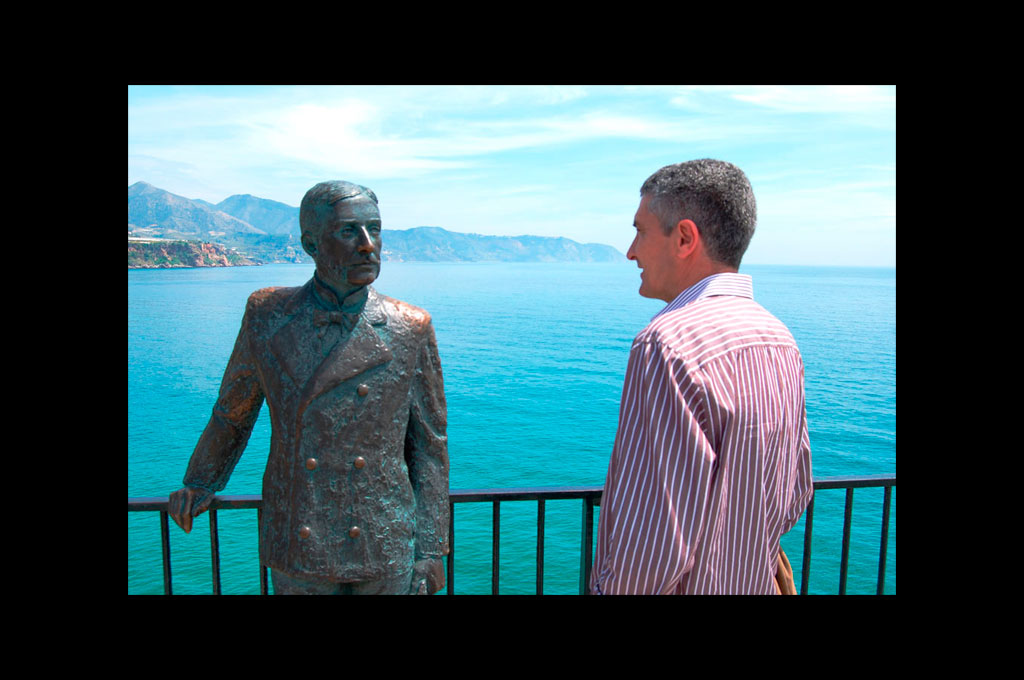

Nerja

## Obra pública
- 1990 	El viejo y la niña, Plaza Blas Infante. Paseo Marítimo de Torre del Mar
- 1991	Escultura. Congreso Internacional de la Cabra Montes. Ronda
- 1993	Escultura Cabra Hispánica en el Mirador de Juanar. Parador Nacional. Ojén.
- 1994	Jabalí reciclado. Parque natural de los Montes de Málaga.
- 1995	Monolito Homenaje a las Víctimas del Incendio Forestal. Montes de Málaga
- 1995   Cabra Montes El Pinarillo. Nerja
- 1995	Cabra Montes Jardín Botánico. La Concepción de Málaga
- 1995	Monolito “Al Ahion” Puerto de la Caleta. Vélez-Málaga.
- 1996	Premios Montes de Málaga.
- 1997	Cabra Montes Reserva natural El Alcázar, Alcaucín. Málaga
- 1997	Escultura “Angel” para la Cofradía de los Vigías. Vélez-Málaga
- 1998	Piloto “Roldan Ramos” Sierra de las Nieves. Parauta. Málaga
- 1999	Búho Real en Casabermeja. Málaga.
- 1999	Antonio Checa. Plaza Maestro Antonio Checa. Torre del Mar.
- 1999	Rey Alfonso XII, Balcón de Europa. Nerja. Málaga.
- 2001	Antonio Mercero, Paseo Marítimo Antonio Mercero. Nerja.
- 2001	Merlín, Aula del Mar. Málaga.
- 2003	Niña. En estanque. Casa Fuerte de Bezmiliana. Rincón de la Victoria.
- 2003	Padre Arrupe. Colegio público San Estanislao. El Palo. Málaga.
- 2004	José Antonio Gallego. Paseo Marítimo de Torre del Mar.
- 2004	Carmelo “Perro Meón” Paseo de Larios. Torre del Mar.
- 2005	Blas Infante. Paseo Marítimo de Torre del Mar.
- 2005	Santa Ángela de la Cruz. Málaga.
- 2005	Perro Meón. Hotel Palacio Garvey. Jerez de la Frontera.
- 2006	Penitente. Vélez-Málaga.
- 2006	Toque de Caracola. Plaza la Constitución. Torrox.
- 2006	Buitre Leonado. Sedella
- 2006	Corzo. Mirador del Corzo. Ojén.
- 2007	Antonio Segovia Lobillo. Plaza San Roque. Vélez-Málaga
- 2007	Joaquín Lobato. Vélez-Málaga.
- 2007	Utopía. Rotonda CN 340/Avd. Del Faro. Torre del Mar.
- 2007	León “África” Plaza de la Iglesia Torre del Mar
- 2009	Marengo Tirando de la Tralla. Rotonda CN-340. El Morche. Torrox
- 2009     José Padial. 1º fotógrafo de la Cueva de Nerja. Nerja. Málaga.
- 2009	Niño espetando sardinas. Mezquitilla.  Algarrobo. Málaga.
- 2009	Búho Real al Poeta Manuel Alcántara. Rincón de la Victoria.
- 2009	Policía Local de Rincón de la Victoria.
- 2010	Escultura homenaje a los descubridores de la Cueva de Nerja. Balcón de Europa. Nerja
- 2010	Virgen Inmaculada. Seminario de Málaga. Obispado de Málaga.
- 2010	Campesino. Rotonda Acceso Algarrobo.
- 2010	Niño Patinando toby y Niña con gato conjunto escultórico. Plaza nueva. Rincón de la 	Victoria.
- 2010     Cronista Pepe Pascual. Plaza Pepe Pascual. Nerja.
- 2010	Descubridores de La Cueva de Nerja. Balcón de Europa.
- 2010	Busto a José Hidalgo. Conservatorio de Música de Torre del Mar.
- 2011	Niña con gato en la Plaza Nueva. Rincón de la Victoria
- 2011	Homenaje al Tren Negro. Paseo Marítimo de Rincón de la Victoria.
- 2011	Busto a Requelo Córdoba Avd. Del Faro. Torre del Mar.
- 2011   Rotonda Avd. Alcalde Antonio Villasclaras. Nerja.
- 2014	Niño Espantapájaros. 7º Capítulo “Niño y el agua” de Juan Ramón Jiménez, Moguer, Huelva.
- 2015	Sirena, Rotonda CN-340, Benajarafe. Vélez-Málaga.
- 2015   Pareja bailando Fandangos de Cómpeta, plaza de las Tradiciones. Cómpeta
- 2016     Escultura homenaje a las víctimas del genocidio (Málaga-Almería).Caleta de Vélez.
- 2016	Chanquete “Antonio Ferrandis” Oficina Turismo. Nerja.
- 2017     Escultura homenaje a la guardia Civil (Vélez Málaga)
- 2017     Escultura Niño (homenaje a los hombres de la mar) Paseo Marítimo Torre del Mar.
- 2018     Escultura San Vicente Paúl “rotonda junto a colegio La Marina” ( Torre de Benagalbón)
- 2018     Escultura Doctor Don José Calles parque Las Yucas (Torre del Mar)
- 2018     Escultura homenaje al Almirante Blas de Lezo (Paseo marítimo Torre del Mar)
- 2018     Escultura a la Mujer Guardia Civil. Mijas Costa. Málaga
- 2019     Escultura al jockey Román Martín hipódromo de la Zarzuela (Madrid)
- 2019     Escultura homenaje al personaje Chanquete de la serie Verano Azul.Playa Calahonda ,Nerja.
- 2022     Escultura Atleta "AYO" Centro deportivo Eduardo López Cuenca. Nerja. Málaga.
- 2022     Escultura Homenaje a Panchito. El cohetero de Torre del Mar. Paseo Maritimo zona Levante. Torre del Mar.
- 2022     Escultura Héroe del Patinete. Ignacio Echeverria. Avd. Juan Carlos I.
- 2023     Escultura Virgen del Carmen. Iglesia de Caleta de Velez-Malaga.
- 2023     Escultura a Maria Zambrano. Plaza de la Carmelitas de Velez-Malaga.

## Premios y seleccionados
- Primer premio Certamen de Arte, "María Pineda",  Buselas (Bélgica), 2010
- 1993	Seleccionado Certamen de Esculturas de la Real academia de Bellas Artes de Cádiz
- 1993    Director de la Sala de exposiciones Casa Larios de Torre del Mar, Málaga.
- 1994	Seleccionado Certamen de Esculturas de la Real academia de Bellas Artes de Cádiz.
- 1995	Seleccionado en Certamen de Esculturas “Antonio González Orea” Andujar. Jaén
- 1995    IX Certamen de Esculturas “Suso de Marcos” Málaga.
- 1995    Seleccionado Certamen de Esculturas de la Real academia de Bellas Artes de Cádiz.
- 1995    Seleccionado Certamen de Escultura “Jacinto Higueras” de Santisteban del Puerto. Jaén
- 1996	X Certamen de Esculturas “Suso de Marcos” Málaga.
- 1997	Seleccionado en Certamen de Esculturas “Antonio González Orea” Andujar. Jaén
- 1997    XI Certamen de Esculturas “Suso de Marcos” Málaga.
- 2003	I Certamen escultura. Otoño. El Corte Inglés. Málaga.
- 2003    I Bienal de Arte Villa de Mijas. Málaga
- 2004	II Certamen escultura. Otoño. El Corte Inglés. Málaga.
- 2012	Seleccionado I concurso Nacional de Escultura Materiales Reciclados. Nave-E Segovia
- 2013	Seleccionado II concurso Nacional de Escultura Materiales Reciclados. Nave-E Segovia
- 2013    Mención de Honor Centenario “Platero y yo”. Moguer de la Frontera. Huelva

## Carteles anunciadores
- Real Feria de Torre del Mar, 1993
- Romería de Torre del Mar, 1994
- Real Feria de El Borje, 1994
- Real Feria de Almayate, 1995
- Cartel anunciador de los premios montes de Málaga, 1996
- Feria de la Caleta de Vélez Málaga
- Cartel anunciador teléfono de la Esperanza, 1999 (Málaga)
- Cartel universidad de Sevilla, Jornada de Geografía e Historia, 2003
- Cartel anunciador carnavales Rincón de la Victoria , 2003
- Cartel anunciador Las Migas "XXV" aniversario, 2006 (Torrox)
- Cartel anunciador Club Baloncesto Clínicas Rincón "II Manuel Alcántara, 2008

## Galería
Tiene una galería destinada a trabajar en C. Pintada, 27, 29780 Nerja, Málaga